# Lauri Honko
Lauri Olavi Honko, född 6 mars 1932 i Hangö, död 15 juli 2002 i Åbo, var en finsk religionsforskare och folklorist.
Från 1963 till 1971 innehade Honko en e.o. professur i jämförande folkdiktsforskning och religionsvetenskap och var mellan 1971 och 1996 professor i folkloristik och religionsvetenskap vid Åbo universitet. Han utforskade med förkärlek religionen hos de finsk-ugriska folken. På äldre dagar företog han forskningsresor till Tanzania, Kina, Mexiko och Indien, där han i det sistnämnda landet studerade det muntliga eposet Siri. 

## Utmärkelser
- Kommendörstecknet av Finlands Lejons orden[4]

[Redigera Wikidata]